# Asclepiodoto di Alessandria
Asclepiodoto di Alessandria (in greco: Άσκληπιόδοτος; Alessandria d'Egitto, ... – ...; fl. seconda metà del V secolo) è stato un filosofo neoplatonico greco antico.

## Vita e opere
Originario di Alessandria d'Egitto, studiò presso Proclo ad Atene. Trasferitosi ad Afrodisia resse, insieme a un altro Asclepiodoto, una scuola di filosofia. Scrisse un commento, andato perduto, al Timeo di Platone.
Fu maestro di Damascio, il quale descrive Asclepiodoto in termini negati, in parte a causa del suo disprezzo per la scienza oracolare:
(Damascius, PH fr. 85 A, P. Athanassiadi, M. Frede, Pagan Monotheism in Late Antiquity, 1999, Oxford University Press)
Sappiamo che lui e sua moglie visitarono il santuario di Iside a Menouthis, in Egitto, al fine di cercare un rimedio alla sterilità della donna. In seguito da loro nacque un bambino, ma i cristiani locali sostennero che esso fosse stato acquistato da una sacerdotessa e, con questo pretesto, distrussero il santuario.